# Astyanax gisleni
Astyanax gisleni är en fiskart som beskrevs av Dahl, 1943. Astyanax gisleni ingår i släktet Astyanax och familjen Characidae. Inga underarter finns listade.